# Campeonato Mundial de Ciclismo em Pista de 2019
O CXVI Campeonato Mundial de Ciclismo em Pista celebrou-se em Pruszków (Polónia) entre 27 de fevereiro e 3 de março de 2019 baixo a organização da União Ciclista Internacional (UCI) e a Federação Polaca de Ciclismo.
As competições realizaram-se no velódromo BGŻ Arena da cidade polaca. Foram disputadas 20 provas, 10 masculinas e 10 femininas.

## Calendário
| ● | Preliminares | F | Final |

| Data                 | Qa 27       | Qu 28       | Se 01       | Sá 02       | Do 03       |
| Hora→ Prova ↓        | 18:00-21:40 | 18:30-22:20 | 18:30-22:10 | 17:00-20:15 | 14:00-17:00 |
| -------------------- | ----------- | ----------- | ----------- | ----------- | ----------- |
| Velocidade ind.      |             |             |             | ●           | F           |
| Velocidade por eqs.  | F           |             |             |             |             |
| Perseguição ind.     |             |             | F           |             |             |
| Perseguição por eqs. | ●           | F           |             |             |             |
| 1 km contrarrelógio  |             |             | F           |             |             |
| Pontuação            |             |             | F           |             |             |
| Scratch              |             | F           |             |             |             |
| Keirin               |             | F           |             |             |             |
| Madison              |             |             |             |             | F           |
| Ómnium               |             |             |             | F           |             |

| Data                 | Qa 27       | Qu 28       | Se 01       | Sá 02       | Do 03       |
| Hora→ Prova ↓        | 18:00-21:40 | 18:30-22:20 | 18:30-22:10 | 17:00-20:15 | 14:00-17:00 |
| -------------------- | ----------- | ----------- | ----------- | ----------- | ----------- |
| Velocidade ind.      |             | ●           | F           |             |             |
| Velocidade por eqs.  | F           |             |             |             |             |
| Perseguição ind.     |             |             |             | F           |             |
| Perseguição por eqs. | ●           | F           |             |             |             |
| 500 m contrarrelógio |             |             |             | F           |             |
| Pontuação            |             |             |             |             | F           |
| Scratch              | F           |             |             |             |             |
| Keirin               |             |             |             |             | F           |
| Madison              |             |             |             | F           |             |
| Ómnium               |             |             | F           |             |             |

1. 1 2  Hora local de Pruszków: UTC+1.
2. 1 2  Consiste em quatro provas: scratch, tempo, eliminação e pontuação.

## Medalhistas

### Masculino
| Evento                          | Ouro | Prata                                                                                               | Bronze |
| ------------------------------- | --- | --------------------------------------------------------------------------------------------------- | --- |
| Velocidade individual (03.03)   | Harrie Lavreysen · Países Baixos                                                                              | Jeffrey Hoogland · Países Baixos                                                                    | Mateusz Rudyk · Polónia                                                                                             |
| Velocidade por equipas (27.02)  | Países Baixos · Roy van den Berg · Harrie Lavreysen · Matthijs Büchli · Jeffrey Hoogland · 41,923             | França · Grégory Baugé · Sébastien Vigier · Quentin Lafargue · Michaël D'Almeida · 42,889           | Rússia · Denis Dmitriev · Alexandr Sharapov · Pavel Yakushevski · 43,115                                            |
| Perseguição individual (01.03)  | Filippo Ganna · Itália · 4:07,992 RM                                                                          | Domenic Weinstein · Alemanha · 4:12,571                                                             | Davide Plebani · Itália · 4:14,572                                                                                  |
| Perseguição por equipas (28.02) | Austrália · Samuel Welsford · Kelland O'Brien · Leigh Howard · Alexander Porter · Cameron Scott · 3:48,012 RM | Reino Unido · Ethan Hayter · Edward Clancy · Kian Emadi · Charlie Tanfield · Oliver Wood · 3:50,810 | Dinamarca · Lasse Norman Hansen · Julius Johansen · Rasmus Pedersen · Casper von Folsach · Niklas Larsen · 3:51,804 |
| 1 km contrarrelógio (01.03)     | Quentin Lafargue · França · 1:00,029                                                                          | Theo Bos · Países Baixos · 1:00,388                                                                 | Michaël D'Almeida · França · 1:00,826                                                                               |
| Carreira por pontos (01.03)     | Jan-Willem van Schip · Países Baixos · 104 pts.                                                               | Sebastián Mora Vedri · Espanha · 76 pts.                                                            | Mark Downey · Irlanda · 67 pts.                                                                                     |
| Scratch (28.02)                 | Samuel Welsford · Austrália                                                                                   | Roy Eefting · Países Baixos                                                                         | Thomas Sexton · Nova Zelândia                                                                                       |
| Keirin (28.02)                  | Matthijs Büchli · Países Baixos                                                                               | Yudai Nitta · Japão                                                                                 | Stefan Bötticher · Alemanha                                                                                         |
| Madison (03.03)                 | Roger Kluge · Theo Reinhardt · Alemanha · 105 pts.                                                            | Lasse Norman Hansen · Casper von Folsach · Dinamarca · 84 pts.                                      | Kenny De Ketele · Robbe Ghys · Bélgica · 82 pts.                                                                    |
| Ómnium (02.03)                  | Campbell Stewart · Nova Zelândia · 137 pts.                                                                   | Benjamin Thomas · França · 119 pts.                                                                 | Ethan Hayter · Reino Unido · 118 pts.                                                                               |

### Feminino
| Evento                          | Ouro | Prata                                                                                      | Bronze |
| ------------------------------- | --- | ------------------------------------------------------------------------------------------ | --- |
| Velocidade individual (01.03)   | Lee Wai Sze · Hong Kong                                                                                   | Stephanie Morton · Austrália                                                               | Mathilde Gros · França                                                                                            |
| Velocidade por equipas (27.02)  | Austrália · Kaarle McCulloch · Stephanie Morton · 32,255                                                  | Rússia · Daria Shmeliova · Anastasiya Voinova · 32,591                                     | Alemanha · Miriam Welte · Emma Hinze · 32,789                                                                     |
| Perseguição individual (02.03)  | Ashlee Ankudinoff · Austrália · 3:25,971                                                                  | Lisa Brennauer · Alemanha · 3:29,243                                                       | Lisa Klein · Alemanha · 3:29,473                                                                                  |
| Perseguição por equipas (28.02) | Austrália · Annette Edmondson · Ashlee Ankudinoff · Georgia Baker · Amy Cure · Alexandra Manly · 4:14,333 | Reino Unido · Laura Kenny · Katie Archibald · Elinor Barker · Eleanor Dickinson · 4:14,537 | Nova Zelândia · Bryony Botha · Michaela Drummond · Holly Edmondston · Kirstie James · Rushlee Buchanan · 4:16,479 |
| 500 m contrarrelógio (02.03)    | Daria Shmeliova · Rússia · 33,012                                                                         | Olena Starikova · Ucrânia · 33,307                                                         | Kaarle McCulloch · Austrália · 33,419                                                                             |
| Carreira por pontos (03.03)     | Alexandra Manly · Austrália · 29 pts.                                                                     | Lydia Boylan · Irlanda · 28 pts.                                                           | Kirsten Wild · Países Baixos · 26 pts.                                                                            |
| Scratch (27.02)                 | Elinor Barker · Reino Unido                                                                               | Kirsten Wild · Países Baixos                                                               | Jolien D'Hoore · Bélgica                                                                                          |
| Keirin (03.03)                  | Lee Wai Sze · Hong Kong                                                                                   | Kaarle McCulloch · Austrália                                                               | Daria Shmeliova · Rússia                                                                                          |
| Madison (02.03)                 | Kirsten Wild · Amy Pieters · Países Baixos · 33 pts.                                                      | Georgia Baker · Amy Cure · Austrália · 31 pts.                                             | Amalie Dideriksen · Julie Leth · Dinamarca · 24 pts.                                                              |
| Ómnium (01.03)                  | Kirsten Wild · Países Baixos · 117                                                                        | Letizia Paternoster · Itália · 115                                                         | Jennifer Valente · Estados Unidos · 106                                                                           |

## Medalheiro
| Ordem | País           | Medalha de ouro | Medalha de prata | Medalha de bronze | Total |
| ----- | -------------- | --------------- | ---------------- | ----------------- | ----- |
| 1     | Países Baixos  | 6               | 4                | 1                 | 11    |
| 2     | Austrália      | 6               | 3                | 1                 | 10    |
| 3     | Hong Kong      | 2               | 0                | 0                 | 2     |
| 4     | Alemanha       | 1               | 2                | 3                 | 6     |
| 5     | França         | 1               | 2                | 2                 | 5     |
| 6     | Reino Unido    | 1               | 2                | 1                 | 4     |
| 7     | Rússia         | 1               | 1                | 2                 | 4     |
| 8     | Itália         | 1               | 1                | 1                 | 3     |
| 9     | Nova Zelândia  | 1               | 0                | 2                 | 3     |
| 10    | Dinamarca      | 0               | 1                | 2                 | 3     |
| 11    | Irlanda        | 0               | 1                | 1                 | 2     |
| 12    | Espanha        | 0               | 1                | 0                 | 1     |
| 12    | Japão          | 0               | 1                | 0                 | 1     |
| 12    | Ucrânia        | 0               | 1                | 0                 | 1     |
| 15    | Bélgica        | 0               | 0                | 2                 | 2     |
| 16    | Estados Unidos | 0               | 0                | 1                 | 1     |
| 16    | Polónia        | 0               | 0                | 1                 | 1     |
|       | TOTAL          | 20              | 20               | 20                | 60    |